# Astronomija u 2014.
◄◄ | ◄ | 2011. | 2012. | 2013. | 2014.  | 2015. | 2016. | 2017. | ► | ►►
Arhitektura • Astronautika • Astronomija • Biologija • Film • Fotografija • Glazba • Kazalište • Kemija • Kiparstvo • Knjige • Književnost • Kršćanstvo • Meteorologija • Medicina • Planinarstvo • Politika • Pravo • Promet • Slikarstvo • Strip • Šport • Televizija • Znanost • Zrakoplovstvo • Željeznički promet
Astronomija u 2014.

## Astronomske pojave
- 29. travnja − prstenasta pomrčina Sunca[1]
- 23. listopada − djelomična pomrčina Sunca[1]

## Vanjske poveznice
|  | Zajednički poslužitelj ima još gradiva o temi Astronomija u 2014. |